# أرليت مارشال
أرليت مارشال (بالفرنسية: Arlette Marchal)‏ هي ممثلة فرنسية، ولدت في 29 يناير 1902 في الدائرة السادسة في باريس في فرنسا، وتوفيت في 11 فبراير 1984 في باريس في فرنسا.

## أعمال

### أفلام
- (1927) أجنحة

## وصلات خارجية
- أرليت مارشال على موقع IMDb (الإنجليزية)
- أرليت مارشال على موقع ألو سيني (الفرنسية)
- أرليت مارشال على موقع أول موفي (الإنجليزية)
- أرليت مارشال على موقع قاعدة بيانات الأفلام السويدية (السويدية)
- أرليت مارشال على موقع قاعدة بيانات الفيلم (الإنجليزية)
- أرليت مارشال على موقع كينوبويسك (الروسية)